# Річард Гунслоу
Річард Гунслоу  (англ. Richard Hounslow, 19 грудня 1981) — британський веслувальник, олімпійський медаліст.

## Виступи на Олімпіадах
| Олімпіада   | Дисципліна           | Місце |
| ----------- | -------------------- | ----- |
| Лондон 2012 | каное-одиночка       | 12    |
| Лондон 2012 | каное-двійка, слалом | 2     |
| Ріо 2016    | каное-двійка, слалом | 2     |

## Зовнішні посилання
- Досьє на sport.references.com [Архівовано 10 листопада 2012 у Wayback Machine.]